# FC Viktoria 62 Bregenz
Der FC Viktoria 62 Bregenz ist ein österreichischer Fußballverein aus der Vorarlberger Landeshauptstadt Bregenz.

## Vereinswesen
Der Fußballclub wird 1962 als zweiter Bregenzer Fußballverein gegründet. Spielstätte ist die Sportanlage FC Viktoria 62 Bregenz.
Unter dem Namen Viktoria Bregenz tragen 14 Jugendmannschaften ihre Spiele aus. Das 1b-Team des Clubs spielt in der fünften Vorarlberger Landesklasse.
Gegenwärtig wird der Verein von Obmann Michael Faast geführt.
In der Saison 2022/23 hat Viktoria Bregenz fast ausschließlich Spieler aus dem eigenen Nachwuchs in der ersten Mannschaft die nach dem Meistertitel in der vergangenen Saison in die Landesliga aufgestiegen ist. 

### Die Vereinsgeschichte

#### Kartoffelacker und Kirchenbaracke
Begonnen hat eigentlich alles in der Achgasse im Vorkloster. Dort kickten vor mehr als 50 Jahren begeisterte Fußballer und waren ziemlich frustriert. Ein eigener Fußballplatz wäre wichtig, am besten natürlich ein Fußballverein.
Beim damaligen SW Bregenz hatten Straßenkicker keine Chance, der zweite Fußballclub in der Stadt, der Eisenbahnersportverein, stand kurz vor der Schließung.
Fünfe aus der Achgasse sitzen dann im Sommer 1962 im Gasthaus Heidegger und kommen zu dem Schluss: „Wir gründen einen Verein!“ Hermann Dalpiaz, Jahrgang 1932, ist damals mit dabei. Er lebt als einziger der Gründer noch, die Begeisterung ist ihm geblieben. „Ich war ja schon 30, als ich begonnen habe Fußball zu spielen.“ Immerhin zwölf Jahre hat er durchgehalten und er dürfte einer der wenigen sein, die mit zusammen dem Sohn in derselben Mannschaft gespielt haben.
„Nach der Besprechung bin ich mit dem Pepi Mazagg zum Bürgermeister Tizian. Ihm haben wir unser Anliegen vorgetragen.“ Dann geht es plötzlich ziemlich rasch. In Neuamerika findet sich ein Kartoffelacker im Besitz der Stadt und der wird der neue Fußballplatz. Sofort wird der Verein gegründet, den die Sicherheitsdirektion für Vorarlberg am 24. August 1962 „nicht untersagt“, wie das auf Amtsdeutsch so schön heißt. Erster Obmann des FC Viktoria ist Josef Mazagg, Willi Goller macht den Sektionsleiter, Robert Erler amtiert als Schriftführer und Kassier.
In den Vereinsstatuten von 1962 ist zu lesen, dass die Ausübung des Fußballsportes und die Pflege sportlicher Kameradschaft „unter Ausschluss jeglicher Parteipolitik“ erfolgen sollen. Weiters: „Mitglied des Vereins kann jeder volksschulentlassene, unbescholtene Sportler werden.“
Und Flutlicht strahlt gleich zum Start. Die Masten dafür werden bei den VKW günstig besorgt, wie Hermann Dalpiaz weiß. Dass der Platz selbst nicht gerade eben ist, bremst den Eifer nicht. „Auf dem Holperfeld ist der Ball beim Auftreffen irgendwo hin gesprungen, das hast du nie vorhersehen können“, lacht Hermann Dalpiaz, der damals wegen seines Tempos nur „das Reh“ gerufen wird.

#### Kampfmannschaft, 1b-Team und Jugend
Von Beginn an mit dabei ist der damals gerade 14-jährige Kurt Siller. Er ist Fußballspieler mit Leib und Seele. „Sobald das möglich gewesen ist, wurde ich für die Kampfmannschaft aufgestellt. Zusätzlich habe ich noch in der 1b-Mannschaft und bei der Jugend gespielt!“
Um 1965 erst entsteht eine richtige Kabine, mit getrennten Räumen für Heim- und die Gastmannschaft.
Wie rasch man einst bei der Viktoria zu einer Funktion kommen kann, das erfährt Hans Gort im Jahr 1974. Er bringt als Vater eines Nachwuchsspielers Kritik am Trainingsstil an. „Weißt du was, dann versuche es doch selber mal“, meint der damalige Obmann. Hans Gort übernimmt die Obmann-Funktion und leitet den Verein von 1974 bis 1976. „Ich habe mich ganz besonders um den Nachwuchs bemüht“, betont er im Rückblick.

#### Baum auf dem Trainingsplatz
Als Trainingsplatz dient der Viktoria von Anfang an der so genannte „Katzenmutterplatz“, benannt nach der Nachbarin, bei der etwa 30 Katzen hausen. In der Platzmitte ragt ein Baum heraus, der laut Grundbesitzer (Fa. Schoeller) stehen bleiben soll – bis Heinz Wallner mit schwerem Gerät zufällig gegen den störenden Baum fährt... Die Ersatzpflanzung steht dann halt am Rand. Unter Obmann Heinz Wallner wird von 1974 bis 1976 das erste ebenerdige Clubheim errichtet. 1983 beginnt in Eigenregie die Sanierung des Viktoria-Platzes, dabei entsteht der südseitige Erdhügel.

#### Aktive Obmänner Wallner und Gasser
Das heutige Clubheim inkl. Umkleide und Aufstockung wird schließlich 1991–1992 errichtet, Herbert Engstler und Erich Gasser tragen damals die Hauptverantwortung. Flutlicht für das Training auf dem „Katzenmutterplatz“ kann 1995–1996 montiert werden. An Pfingsten 1999 wird der Viktoriaplatz zum Ententeich, Hochwasser füllt ihn auf. Die Stadt Bregenz sorgt für die Anhebung und Sanierung, Obmänner sind damals Kurt Deuring und Erich Gasser.
Einen großen Schritt vorwärts macht der Verein, als 2001–2002 das neue Trainingsgelände Neu Amerika mit Rasenplatz und Kunstrasen-Käfig entsteht. Erich Gasser bringt sich dabei als Obmann in das Projekt der Stadt ein. 2009 schließlich übernimmt die Stadt die Gebäude des FC Viktoria 62 Bregenz. Die beiden Obmänner, Paul Halder und Christian Skarlatos, unterstützt durch fachkundige Helfer, haben verhandelt. Mit der neuen Küche im Clubheim sind die Bautätigkeiten vorläufig beendet.

### Obmänner und Präsidenten
Obmänner Viktoria Bregenz
- 1962–1965  Josef Mazagg
- 1965–1970  Ludwig Pfraumer
- 1970–1974  Gerhard Kieninger
- 1974–1976  Hans Gort
- 1976–1988  Heinz Wallner
- 1988–1991  Udo Titler
- 1991–1992  Herbert Engstler
- 1992–1994  Harald Eisendle / Erich Gasser
- 1994–1997 Erich Gasser
- 1997–2000 Mag. Kurt Deuring
- 2000–2003 Erich Gasser
- 2003–2004 Willi Muzcyzcyn
- 2004–2007 Harald Eisendle
- 2007–2009 Paul Halder
- seit 2009 Christian Skarlatos

Präsidenten
- 1976–1988 Erich und Heinrich Gasser
- 1988–1991 nicht besetzt
- 1991–1992 Erich Gasser
- 1992–1999 nicht besetzt
- 1999–2001 Christian Kramer – Seat Dornbirn FC Viktoria 62 Bregenz
- 2001–2003 nicht besetzt
- 2003–2012 KR. Engelbert Wiedl
- seit 2012 Prok. Peter Kammerlander

### 50 Jahre bewegtes Auf und Ab
Die Fußballbegeisterung prägte nicht nur die Gründer des FC Viktoria 62 Bregenz, sie hält bis heute an. Zeugnis davon geben auch eine Reihe sportlicher Erfolge. So holte sich die Viktoria 1983/84 erstmals den Meistertitel in der Landesliga.
Weitere Erfolge:
- 1984/85: Vorarlbergliga-Meister + Cupsieger Vorarlberg
- 1985/86: Regionalliga West 4. Platz
- 1986: Cupsieger Vorarlberg
- 2000/01: Vorarlbergliga-Meister
- 2002/03: Vorarlbergliga-Meister
- 2008: Landesliga-Meister
- 2009: Cupsieger Vorarlberg
- 2023: 1. Landesklasse-Meister

## Weblink
- Offizielle Webpräsenz